# بنالمادنا
بنالمادنا (به اسپانیایی: Benalmádena) یکی از دهستان‌های اسپانیا و شهر بندری در اسپانیا است که در Costa del Sol Occidental واقع شده‌است.

## خصوصیات
بنالمادنا ۲۷٫۲ کیلومترمربع مساحت و ۵۸٬۸۵۴ نفر جمعیت دارد.

## خواهرخوانده
شهرهای فینال لیگور و Nuevitas خواهرخوانده‌های بنالمادنا هستند.